# 王泥喜法介
王泥喜 法介（おどろき ほうすけ、2003年 - ）は、カプコンのゲーム『逆転裁判』シリーズに登場する架空の人物。英語版での名前は"Apollo Justice"。

## 概要
『逆転裁判4』（以下『4』）にて初登場した弁護士であり、同作の主人公である。『逆転検事』シリーズでは登場していない。また、『4』から1年後の世界が舞台である『逆転裁判5』（以下『5』）ではプレイヤーキャラのひとりとして、『逆転裁判6』（以下『6』）では主人公のひとりとして登場。
苗字の由来は「驚き」から。
キャッチコピーは、「天啓の大音声」（『4』および『5』のプロモーションビデオより）。

## 担当声優
- 荻原光之郎〈キャラクターデザイナー〉（『4』）
- KENN（『4』PV、『特別法廷』、『5』以降、ドラマCD）

初公開となった『特別法廷（TGS2006）』では製作中だったためか表情が変わらず、声も「異議あり！」しか流れなかった（後の『特別法廷』シリーズではKENNが声を担当）。
BGMは、法廷パートでは「新章開廷！」、探偵パートでは「大丈夫ですッ！」。

## 人物
新人の弁護士。当初は「牙琉法律事務所」に所属していたが、後に成歩堂龍一の下で事務所の一員として働くこととなる。

### 家族構成および対人関係
『4』では劇中での発言（ある人物の「ステージでイノチを落とした」などのセリフ）から、実父は結婚後1年もたたない間に死亡しており、実母とはそれから間もなくして引き離されていることが判明している。養親については『4』では明かされていなかったが、『5』では「母がいない」旨の発言をしている。また、「みぬく」力は母から遺伝したもので、成歩堂龍一の養女である成歩堂みぬきとは母を同じくする異父兄妹であることが作中で示唆されている。このことを成歩堂は実母の生存も含めて知っているが、本人たちには告げられていないようである。なお、みぬきの実父は王泥喜の存在についてほとんど認識していなかった。
『6』では第2話で初登場となるクライン王国出身の検事、ナユタ・サードマディと以前から面識があること、王泥喜が幼いころに実父の王泥喜奏介が何者かに殺害されたこと、その後にドゥルク・サードマディに引きとられ、幼少期をクライン王国で過ごしたことが発覚した（劇中で、成歩堂がクライン王国のとある場所で幼いころの王泥喜が映った写真を発見している）。
成歩堂龍一からは部下として様々な任務を任されている。成歩堂はみぬきや心音と一緒になって王泥喜をからかったりもするが、王泥喜の師匠として色々アドバイスをくれることもあり、また『5』の最終話では、最初は声の大きさの割に頼りないと思っていたが、あのころから随分成長したと彼のことを評価している。なお、成歩堂は『4』で彼の実母に対し、みぬきと合わせて「ぼくにとっても2人は『生きがい』みたいなところがある」とも語っている。
かつての師・牙琉霧人の弟である検事・牙琉響也からは「おデコくん」と呼ばれるなどバカにしたような扱いをされることが多いが、互いに信頼し合える友人のような関係を築いており、『5』のダウンロードコンテンツ「クイズ逆転推理」では、直後に「牙琉検事から呼ばれるのもイヤ」としつつも、「おデコくんと呼んでいいのは牙琉検事だけです」と発言している。
『5』では希月心音の親友・森澄しのぶから慕われており（心音は恋愛感情と認識）、第5話で夕神かぐやからお茶に誘われるなど、女性受けは悪くないが、本人は特に意識していない。また、『5』では中学生時代からの親友・葵大地の存在が明かされている。

### 来歴
弁護士になるまでの詳しい経歴は不明な点が多いが、親友・葵大地と「GYAXA」に遊びに行っていた話や、互いに母がいないという環境から励まし合いながら育ってきた話が語られている。
22歳で法廷で担当弁護士として初めて立った時点では、「牙琉法律事務所」にて牙琉霧人に師事していたが、諸事情により事務所を失い、後に成歩堂龍一が経営する「成歩堂芸能事務所」に再就職することとなった。なお、王泥喜が所属したことで事務所の名称は「なんでも事務所」と改められた。捜査の際には、『4』では成歩堂の養娘であるみぬきと行動を共にしていたが、『5』以降は、主に成歩堂や希月と共に調査をしている。
以降も「成歩堂なんでも事務所」にて弁護士として活動するが、親友が殺害された事件をきっかけに「成歩堂さんが追う真実と自分が追う真実は違うかもしれない」という理由で事務所を離れ、一人で調査を開始する（『5』第4話）。その後、法廷にて証言台に立ち、自分が掴んだ真実をもとに成歩堂と対決。結果一つの真相を導き出したことで事務所に復帰した。
『6』第2話ではみぬきがマジックショー中の殺人事件の容疑者として疑われ、プロデューサーによる違法な契約書により事務所が差し押さえれる事態に成歩堂に事を託される、その後公判にてかつての幼馴染・義理の兄弟であるナユタ・サードマディと再会し、弁護士と検事として対峙。見事無罪は勝ち取ったものの、勝訴後みぬきのマジックショーの串刺しマジックの助手を強引に任命された。
最終5話では義理・育ての父親であるドゥルクの依頼を受け、クライン王国で盗難に遭い成歩堂の師匠・綾里一家の故郷「倉院の里」にて保管されていた「始祖の宝玉」の所有権を巡り上司・師匠である成歩堂と民事裁判で対峙する事になる、そして成歩堂の師匠、綾里千尋の妹で助手の霊媒師・綾里真宵が人質に取られていると状況を悟り打開策を見つけ勝訴、終了後真宵を拉致したクライン王国の法務大臣インガ・カルクール・クラインの要求により地方検事局長・御剣怜侍の計らいで数十年ぶりにクライン王国に向かい、今度は殺人容疑で逮捕されたドゥルクの弁護を引き受ける。この裁判は弁護罪が制定されるキッカケとなった、15年前にクラインにて起きたアマラ前女王殺人事件も罪状に含まれ、裁判が進む内にドゥルクは既にこの世を去っており日本はおろか、姿が見えなくなる寸前は霊媒師によって霊媒されていたという自身に受け難い驚愕の真実が浮かび上がる、そしてアマラ前女王暗殺事件に際して亡くなっていた実父・奏介の死は思いがけず、事件はおろかクライン王国をひっくり返す事態にまで発展するも真犯人に国家権力による死刑宣告を受けるが成歩堂から教わった千尋とドゥルクの信念を奮い立して真犯人を追いつめ、ドゥルクの無罪を勝ち取りドゥルクが目指した革命を成し遂げた、裁判終了後ナユタから司法制度を立て直す為にも弁護士としてサードマディ法律事務所を引き継いで、クラインに残って欲しいと誘いを受ける、成歩堂達一同が日本に戻る日まで真剣に考えた結果、「ドゥルクがやり遂げられ無かった事は自身が引き継がないといけない」と決意を固めクラインに残る事を成歩堂達に伝えて、感謝とクラインでの司法制度が成り立ったら戻ることを伝え、以後はドゥルクの事務所を「王泥喜法律事務所」と改名・再改装してクラインでのたった一人の弁護士として奮闘している。

### 容姿
身長は165cmと、『逆転裁判』シリーズの男性キャラクターの中ではあまり高い方ではなく、『5』で心音からも言及されている。また「青びょうたん」などとも言われており、あまり屈強な体格ではない模様。
髪色は深い茶色で、角のように尖った二本の前髪がトレードマークである。『4』第1話の証人である逆居雅香と『5』第2話の天魔ゆめみには怯えられ、裁判長からは「へしおってさしあげますぞ」と言われたり、『4』第4話の依頼人である絵瀬まことが、王泥喜とみぬきの絵を描くときに、王泥喜は尖った髪だけ描かれるなどの扱いを受けていた。本人はこの髪型にこだわりがあり、鏡を見てほつれている部分に気づいて直す場面があったり、英語版では「ちょっとヘアジェルを使っている」という発言がある。なお、法廷パートと探偵パートで伸びている前髪の向きが異なっている（法廷パートでは短い方が右側に、探偵パートでは左側にきている）。また、眉毛の先が2つに分かれている。
服装はスーツ。カラーの燃えるような紅色が特徴である他、常にワイシャツの袖をまくっており、装飾品として左手首には「腕輪」を付けている。『4』の開発には「若さ」をキーワードとした製作チームが組まれたため、そのチームカラーを反映したことで成歩堂よりも若い主人公となった。なお、赤いスーツの理由はシリーズディレクターの松川美苗の発言によると「ナルホドくんが青だから信号にちなんで赤にした」とのこと。心音の服装も信号機を意識して黄色である。上着の一つである赤いジャケットを所有しているが、着用はしておらず、『5』『6』では「成歩堂なんでも事務所」のソファに置きっぱなしとなっている。『6』によると、このジャケットを着用した際にみぬきから「やっと決意してくれたんですね！お笑い芸人としてデビューするって」などと言われ、それからほとんど着用しなくなったらしい。
『5』では『4』と同様の服装だが、第1話と第4話以降は殺害された親友のジャケットを羽織り、さらにある理由から片目を覆っている。また、第1話と第4話の後半からは爆破事件に巻き込まれたことで全身に怪我を負い、包帯を巻いている。『6』では『4』と同様の服装をしている。

### 性格
成歩堂とは違い、熱血で多少直情型の青臭いとも言える性格だが、捜査の際には優れた洞察力と冷静な対応を見せる。また、内面で行われているツッコミに関しては、成歩堂と同様に独特のセンスが光っている。『5』では森澄しのぶを身を挺してとっさに爆弾から庇うなど、勇敢な行動も見せていた。成歩堂が「真面目すぎる」と評するほど真面目で、それが長所でもあり、悩みがあっても一人で抱え込んでしまうなどの短所にもなっている。頼られるのに弱く、からかいにもまともに反応してしまうため、よく周囲の者にもてあそばれている。後輩や年下相手には気さくな物言いをするが、年上や目上の人間に対しては、基本的に丁寧な言葉づかいを崩すことはない。
天然ボケな一面を見せることもあり、『5』第4話で森澄しのぶから差し入れとして渡されたレンコンを生のままかじろうとした。高所恐怖症で、バイクよりも自転車派であるらしい。発声練習は欠かさないらしく、その声は近所から苦情が来るほど大きい。気合を入れすぎて逆に喉を傷めてしまい、かすれ声になってしまうことも。
口癖は「大丈夫です」で、これは親友との合言葉ともなっていた。そのため、成歩堂と初めて対面した際には名前を「大丈夫くん」であると勘違いされていた。
この親友の影響で、星が結構好きで、高校時代は親友と一緒に「大河原宇宙センター」（通称「GYAXA」）によく遊びにいっていた。星占いが得意だと絵瀬まことに語ったこともある。「クイズ逆転推理」では、小さいころは風船で宇宙にいけると信じていたというエピソードも披露した。一方で、オカルト関係は信じていないようで、『5』第2話で妖怪の置物群に対して冷めたツッコミを入れて、希月を呆れさせたりしている。
『逆転裁判』シリーズでは恒例となっている「キャタツ」についての会話では「ハシゴ」と呼び、みぬきに正式な名前を指摘されても「キャタツはハシゴの上位互換」という解説から「要するにハシゴなんだろ」「もっと本質を見ようぜ」と返している（『4』第2話）。さらには「めんどうだからまとめて『キャシゴ』と呼ぼう」とまで言い出している（『4』第3話）。
『4』では、第4話の真犯人の追及に際して、自身が未熟であるゆえに重い歴史を持つ「法」の議論に言葉を出すことができないという姿を見せているが、『5』では心音にアドバイスをして窮地から救い出したり、『5』第1話では成歩堂よりも先に真相に気付くなど、成長した姿を見せている。
『5』ボイスドラマでは、金銭に関するプレッシャーに弱く、「チラミサーカス」の団長が所有するオス三毛猫・ミケランジェロの値段の話題を幾度か持ち出し「みぬきがマジックに失敗したらオンボロの事務所に引っ越しても返しきれない」と心配し、10億円近い金額になる可能性を知ると呆然としている。また、それまでサーカスを見たことがないとも言っており、256色に色を変えるカメレオンや言葉を話すイエティのピエロを見て興奮している。

### 特殊能力について
事務所移籍前後の最初の法廷（『4』の第1・2話）で、「人の癖を読み取る能力（みぬく）」が自身に存在することに気付き、以後、尋問においてこの能力を活かしている。また、みぬきも同様の能力を持っているが、王泥喜のほうが能力が高い。その助けとなる「腕輪」は元々は母親と異父兄妹・みぬきの一家に伝わる物で母親から受け継いだものだが、王泥喜自身はそのことを知らない模様。
『5』では法廷パートで夕神迅が操るタカ「ギン」に「インチキ」とみなされ妨害されたため「集中」することができず、証言を「みぬく」ことができなかった。そのため、主に探偵パートでこの能力が発揮されている。第1話と第4話以降ではある理由から片目を覆うことで、この力をわざと発動させないようにしていた。『6』でも、主に探偵パートで能力を使用している。

### その他
『5』では王泥喜の携帯電話が登場しており、成歩堂のものより比較的新しい型のものを用いている。なお、着信メロディは「恋するギターのセレナード」。

## 関連人物
- 成歩堂龍一（初めての依頼人、新たな上司）
- 希月心音（後輩）
- 成歩堂みぬき（助手、異父妹）
- 牙琉霧人（元上司・元師匠）
- 牙琉響也（ライバル）
- 葵大地（中学時代からの親友）
- 王泥喜奏介（父）
- ナユタ・サードマディ（親友で幼馴染み）
- ダッツ・ディニゲル（友人）
- ドゥルク・サードマディ（育ての親）

## その他のゲームとの関連
- WE LOVE GOLF!（Wii）
  - ある条件を満たすとコスチュームとして登場する。